# Коптелово (посёлок, Свердловская область)
Коптелово — станционный посёлок в Свердловской области России, входящий в муниципальное образование Алапаевское при одноимённой железнодорожной станции. Управляется Коптеловском территориальном управлением.

## География
Станционный посёлок Коптелово расположен на открытой равнинно-холмистой местности, на левом берегу реки Реж, находится к северо-востоку от Екатеринбурга, к юго-востоку от Нижнего Тагила и в 20 километрах к югу от центра округа города Алапаевска. В окрестностях посёлка, на реке Реж находится природный памятник — скала Камень Писаный.
Часовой пояс
Коптелово, как и вся Свердловская область, находится в часовой зоне МСК+2. Смещение применяемого времени относительно UTC составляет +5:00.

## Население
| 2002 | 2010 |
| ---- | ---- |
| 41   | ↘39  |

Структура
По данным переписи 2002 года национальный состав следующий: русские — 100 %. По данным переписи 2010 года в селе было: мужчин — 21, женщин — 18.

## Транспорт
До посёлка и одноимённого села можно добраться по железной дороге на электричке (до станции Коптелово) и по шоссе на автобусе из Екатеринбурга, Алапаевска, Каменска-Уральского, Артёмовского и Режа.